# Комплекс земської лікарні (Глухів)
Комплекс земської лікарні — комплекс будівель павільйонного типу XIX століття, пам'ятка архітектури місцевого значення (охоронний № 338/1-3-См). Розташований у периферійній частині історичного середмістя Глухова Сумської області у дворі сучасної Глухівської районної лікарні по вул. Інститутська, 5 серед озелененої ділянки в оточенні одноповерхової садибної забудови.
До історичних споруд належать:
- чоловічий корпус (востаннє використовувався як психіатричне відділення обласної лікарні; з 2017 року пустує та руйнується);
- жіночий корпус (з 2011 року — станція швидкої медичної допомоги);
- інфекційне відділення (раніше використовувалось як дерматологічне відділення лікарні; з 2013 року — міський центр соціальної реабілітації дітей-інвалідів).

Споруди є пам'ятками творчості провідного київського архітектора Володимира Ніколаєва (1843—1911) та результатом земської реформи, направленої на розвиток, зокрема, медицини.

## Історія

### Підготовка до будівництва
У вересні 1874 року придбано за 1900 рублів чотири сусідніх садибних місця для зведення будівель для розміщення богадільні, лікарні та заарештованих за вироками мирових суддів. Ділянки мали площу 3 десятини 173 сажнів (33 144,2 кв. метри або 3,314 гектари), які раніше належали вдові колезького асесора Уляні Пискуновій та колезькому асесорові Аристарху Мартиновському. Ці ділянки розміщувались на узвишші за межами міста на розі вулиць Квасніковської (згодом — Карла Маркса, тепер — Інститутської) та Красної — на північний схід від зведеної перед цим Путивльської дороги. Діюча до цього з 1850-х років земська лікарня була в занедбаному стані. 
Деякі дослідники вважають, що будинки лікарні споруджені за кошти відомого мецената та цукрозаводчика Ніколи Терещенка.
Для здешевлення будівництва лікарню вирішили зробити дерев'яною — павільйонного типу. На заготівлю матеріалів і початкові роботи взяли кредит на 10 тис. рублів із бюджету земства (так званих «запасних сум»). Будівництво на певний час відкладалось, бо губернське земство вирішило перевести богадільню до Ніжина та відволікти з глухівського бюджету велику частину прибутків з видобутку фарфорової глини, але в 1879 році богадільня залишилась у Глухові.
|  | У проханні на ім’я Чернігівського губернатора зазначалося: «Предположив в лето сего года приступить к постройке на суммы земства двух деревянных зданий для земской больницы на каменных фундаментах, уездная земская управа представляет план и фасад на утверждение» |

### Зведення чоловічого та жіночого відділень
У 1878 році плани і фасади проєктованої будівлі складені Київським архітектором Ніколаєвим з розрахунку на 25 ліжок чоловічих і 15 жіночих, причому бралося до уваги навіть поділ хворих за видами хвороб, згідно з вимогами лікарняного статуту.
Влітку 1878 року розпочато будівництво будівлі чоловічої лікарні і до кінця року будівля доведена до даху.
У жовтні 1879 року на будівництво земської лікарні виділено ще 10 тис. руб..
У 1881 році придбано у дворянина А. Г. Хоменка 363 квадратних сажні землі (0,151 га) за 300 рублів для заокруглення садиби земської лікарні та зведення всіх надвірних служб.
До другої половини 1882 року повністю споруджено будинок, що призначався для чоловічого відділення. У ньому тимчасово розмістили богадільню (в нижньому поверсі) та обидва «відділення» лікарні (у верхньому поверсі).
У 1882—1885 роках лікарем всіх земських благодійних закладів працював Яків Євграфович Тарасов. З 1885 році знову повернувся лікар І. І. Неводнічанський, але він скоро помер. Наступні кілька років лікарі при земській лікарні регулярно змінювалися. При лікарні також працював ще фельдшер. Число хворих у лікарні іноді досягало 44 осіб.
До 1884 року побудовано жіночий корпус (низ кам'яний, верх дерев'яний), кам'яну будівлю для пральні та кухні, а також ще одну кам'яну будівлю для квартири доглядача і земської аптеки і дерев'яна покійницька.

### Діяльність лікарні
Не дивлячись на прагнення побудувати сучасну лікарняну будівлю з ватерклозетами, ванними кімнатами, власними лабораторіями та пральнею, не все вдалось реалізувати. Були неправильно влаштовані ватерклозети, що привело до постійного смороду. Не було передбачено приміщення для лікарняної прислуги, яка складалася з трьох чоловіків та однієї жінки. Там же при лікарні жив фельдшерський помічник Мендель Волович.
Вентиляція в будинках була дуже погана через невдало обрану вентиляційну систему. Димові труби розташовувались нижче верхнього повітряного коридору, тому при вітряній погоді печі диміли. Все було забруднено, підлоги, двері та віконні рами частково були облуплені й сильно забруднені і потребували фарбування, дах і труби по всій лікарні текли і теж потребували заміни через неякісне фарбування. Не завжди дотримувались санітарного стану. Роботи з ремонту та очищення будівлі земської лікарні почали проводитися тільки на початку 1890-х років, а остаточно привести її в належний стан вдалося тільки на початку XX століття.
Лікування було платним, тому не кожен міг собі це дозволити. Витрати земства на медицину по Глухівському повіту доходили до 15 тисяч рублів на рік, з яких на повітову медицину витрачалося 6900 рублів, а решту суми поглинала земська лікарня. За цю суму користувалися медичною допомогою при лікарні близько 400 чоловік на рік (0.32 % населення повіту), інші ж мешканці повіту тільки брали участь у витратах на медицину по 12 коп. щорічно з кожного жителя.

### Будівництво інфекційного відділення
На початку 1899 року ухвалено рішення побудувати при Глухівській земській лікарні відділення для гостро-заразних хворих на південь від чоловічого відділення. До літа 1899 року зведений фундамент і розпочата заготівля лісу, після чого розпочали зводити стіни.
Керівництво будівництвом інфекційного відділення лікарні Глухівським повітовим земським зібранням доручено у вересні 1899 року повітовому земському гласному Петру Яковичу Дорошенку. В інфекційному відділенні передбачалося 5 палат: 2 (чоловіча і жіноча) для дифтериту, 2 (чоловіча і жіноча) для скарлатини і 1 для бешихи і, можливо, ще 1 обсерваційна. У будівлі передбачалась кімната для фельдшера і прислуги, клозет, ванна, а поруч окрема кам'яна будівля під дезінфекційну камеру з паровиком і власним артезіанських колодязем для дезінфекції білизни і великих речей.
П. Я. Дорошенко запропонував доповнити затверджений план робіт обов'язковим розміщенням вентиляції і центральної груби. На будівництво були виділені кошти в розмірі 6680 крб.. Приміщення заразного відділення було збудовано якісно, красиво і відповідно до свого призначення.
Також у 1899 році практично закінчена прибудова приміщення в квартирі аптекарського фельдшера і почалося внутрішнє облаштування стін. На території лікарні в ці роки висаджено 400 саджанців ялини і сибірської модрини, отриманих у дар від В. П. Кочубея з його Старо-Гутського лісу. Пізніше, на території благодійних закладів висаджені ще й тополі. У тому ж 1899 році Кочубеєм і попечителем лікарні М. М. Амосовим подаровані лікарні 2 мікроскопа, усі речі до них для бактеріологічних та інших досліджень
16 вересня 1899 року на засіданні медичної комісії розглядався проєкт розміщення необхідної для діяльності лікарні дезінфекційної камери з паровиком. Для цього П. Я. Дорошенко запропонував виділити кошти у розмірі 2050 крб. з тією умовою, що половину вартості робіт, тобто 1025 крб., закласти в кошторис 1900 року, а другу половину мало профінансувати місто.
Після остаточної обробки і облаштування, 20 грудня 1901 року будівлю заразного відділення освячено, і з 1 січня 1902 року в ньому розпочалось лікування хворих.. Перший час заразне відділення обслуговував той же лікар, що й основні відділення лікарні. Заразне відділення дало можливість звільнити Глухівські лікарні від небезпечного сусідства з хворими на інфекційні захворювання, а сім'ї від зараження інших, здорових, членів сім'ї. У разі потреби (наприклад, при переповненні загальної лікарні) передбачена можливість перевести до інфекційного відділення тифозних і венеричних хворих (звичайно, при повній їх ізоляції від гострозаразних хворих — така можливість була передбачена при спорудженні будівлі інфекційного відділення). Утримання заразного відділення в 1903 році обійшлося земству у 1300 руб..

### Розвиток лікарні на початку XX століття
На початок XX століття у лікарні працювали лікар, завідувач лікарні, богадільні та земської аптеки, а також фельдшерка-акушерка, яка несла службу при лікарні, і два фельдшери, один для виконання обов'язків в лікарні, інший — в аптеці. Всі ці службовці мали житло в земських будівлях при комплексі благодійних закладів. Так само цілодобово на своєму робочому місці знаходився доглядач земських благодійних закладів. Крім того, лікарню і богадільню обслуговували: ключник, кухарка, водокат, три прачки, цирульник, жіноча прислуга і чотири служителі. На утримання цього персоналу земством щорічно виділялось близько 2 тис. руб..
В цей час лікарня і богадільня з усіма при них службами утримувалися в зразковому порядку. Їжа і хліб для хворих і перебуваючих у богадільні теж відповідали всім вимогам. На той період потребували заміни лише дерев'яні труби, прокладені від земських лікарняних будівель до ям, і до початку XX століття вони зовсім зносились і вимагали заміни. Ці водогони замінені на чавунні в 1903 році.
Земська аптека у 1902 році перетворена на центральну земську аптеку. Для неї придбаний і відремонтований великий дерев'яний на кам'яному цоколі будинок у спадкоємців Мартиновської, розташований на сусідній з лікарнею садибі. При центральній аптеці влаштована лабораторія. Аптекою керував провізор М. А. Капленко, а також працював служитель при аптеці. На утримання земської аптеки і закупівлю медикаментів у 1903 році виділено 268 рублів.
У 1903—1904 роках зроблена прибудова до кухні при лікарні і богадільні для кухарок. До цього кухарки весь час перебували безпосередньо в кухні, причому там же і спали. В цей же час в лікарні було влаштовано ванна, а клозети обладнані зливною каналізацією. Сама садиба земських благодійних закладів була ще більше засаджена деревами, а навколо садиби з'явилася залізна огорожа.
У 1904 році на утримання земської лікарні виділено 6458 руб., а на заразну лікарню — 1493 руб. Влітку 1908 року посаду завідувача благодійними установами глухівського земства обійняв лікар-хірург Феофан Олександрович Пашкевич.. У 1910-х роках заразним відділенням лікарні завідував лікар Дем'ян Васильович Спановський, поєднуючи посаду земського і повітового лікаря. Зважаючи на це йому часто доводилося відволікатися у справах судово-медичних розслідувань. 1908 року число ліжкових хворих становила 887 осіб за рік, в 1911 році ця цифра збільшилася до 1089 осіб. Число амбулаторних відвідувань в 1908 році становило 5439 чоловік за рік, а в 1911 році — 9142. 1912 року при земській лікарні введена посада штатної сестри милосердя, яка фактично здійснювала функції фельдшерки-акушерки. 1913 року затверджено посаду другого лікаря при земській лікарні з окладом 1200 руб. на рік. На цю посаду запрошений лікар Старцев, призваний під час першої світової війни до війська.

### Функціонування лікарень у 1914—1988 роках
На початку 1910-х років у садибі земських благодійних установ влаштували барак для холерних хворих. Після закінчення епідемії холери барак відданий для епідеміологічних хворих (тифозних і скарлатина) на випадок переповнення заразного відділення Земської лікарні. Барак цей не був пристосований для постійного розміщення хворих, була потрібна ще обкладка стін зовні цеглою з будівництвом кухні та пральні. Земська лікарня щорічно брала набагато більше пацієнтів, ніж розраховано за штатом.
Під час першої світової війни Глухівська земська лікарня була переповнена військовими чинами з відмовою в лікарняному лікуванні місцевому населенню. При 45 ліжках за нормами у лікарні в цей час розміщалось 105 ліжок..
У 1919 році завдяки Ф. А. Пашкевичу в лікарні з'явився перший у Глухові рентгенівський апарат.
Напередодні німецько-радянської війни перед в'їздом до комплексу лікарні по вулиці Інститутській було збудовано кам'яну браму, яка закрила проїзд на територію лікарні, перекривши таким чином вулицю. З початком війни на основі лікарні було сформовано чотири евакошпиталі (ЕШ) Харківського військового округу. Першим постав ЕШ № 1955. Його начальником був призначений лікар В. В. Михайловський. Шпиталь був розрахований на 200 ліжок, кількість яких довелося збільшити чи не вп'ятеро. Розташовувався він у приміщенні Глухівського учительського інституту.
ЕШ № 1956 санітарно-венерологічного профілю було сформовано Сумським обласним відділом охорони здоров'я також на початку війни. Він розміщувався у приміщенні міської школи № 1. Начальником призначено було військового лікаря 3-го рангу Даниленка. 18 липня 1941 року після прийому перших 147 бійців, які потребували невідкладної хірургічної допомоги шпиталь перепрофілював свою роботу. 
У приміщенні сільськогосподарського інституту (нині професійно-педагогічний коледж Глухівського педуніверситету) розгорнувся ЕШ № 1957, створений Харківським військовим округом. Його начальником працював лікар Д. Г. Сангурський. 
17 липня 1941 року народним комісаріатом охорони здоров'я у складі Харківського військового округу було створено ЕШ № 3449. Він розташовувався у приміщеннях районної поліклініки (нині - приміщення ЗОШ I - III ступенів № 3 м. Глухова) та водолікарні (нині - Глухівський центр дитячої та юнацької творчості). Першим начальником шпиталю призначили Тютькала, а потім його замінив лікар 1-го рангу А. Є. Коханов. З наближенням фашистів до Глухова наприкінці серпня 1941 року всі ці шпиталі з міста були евакуйовані. З початком окупації восени 1941 року на території районної лікарні, а також у водолікарні було розгорнуто шпиталь для хворих та поранених військовополонених, що перебували в таборі. Ініціатором створення шпиталю був завідувач медичною дільницею залізничної станції лікар С. В. Сербін. У шпиталі також працювали лікаркою О. М. Петрова та випущені з табору для військовополонених лікарі І. М. Мусаєв, Крупинський та інші. Щоб не відправляти військовополонених, що одужали до табору їх намагалися переправляти до партизанів або знаходити притулок у сім'ях глухівчан. Деякі залишалися працювати при лікарні. З понад 300 поранених та хворих, що лікувалися за два роки окупації у лікарні померло 148. З них 122 прізвища було встановлено. Померлих ховали на території лікарні, зараз аптечного складу обласної бази спеціального медичного постачання. За декілька днів до визволення міста у серпні 1943 року поранені бійці, котрі могли рухатись, та сам лікар Сербін були вивезені до партизанів. 
У післявоєнні роки установа мала назву Глухівська міська лікарня. Всі її приміщення були капітально відремонтовані в 1958—1963 рр.
Протягом другої половини XX століття старі корпуси зазнали незначних перебудов. Так цоколі чоловічого й жіночого корпусів у 1985—1988 роках обличковано керамічною плиткою. Дахи замість первісної покрівельної сталі укрито шифером. 2011 року в ході реставрації жіночого корпусу його вкрито металочерепицею.
Також дещо змінено внутрішнє розпланування, перероблено систему опалення, частково втрачено декор інтер'єрів, втрачено шпилі з флюгерами та деякі інші деталі. До інфекційного корпусу зроблено прибудову, яка, проте, не порушила архітектурної цілісності комплексу..

## Архітектура

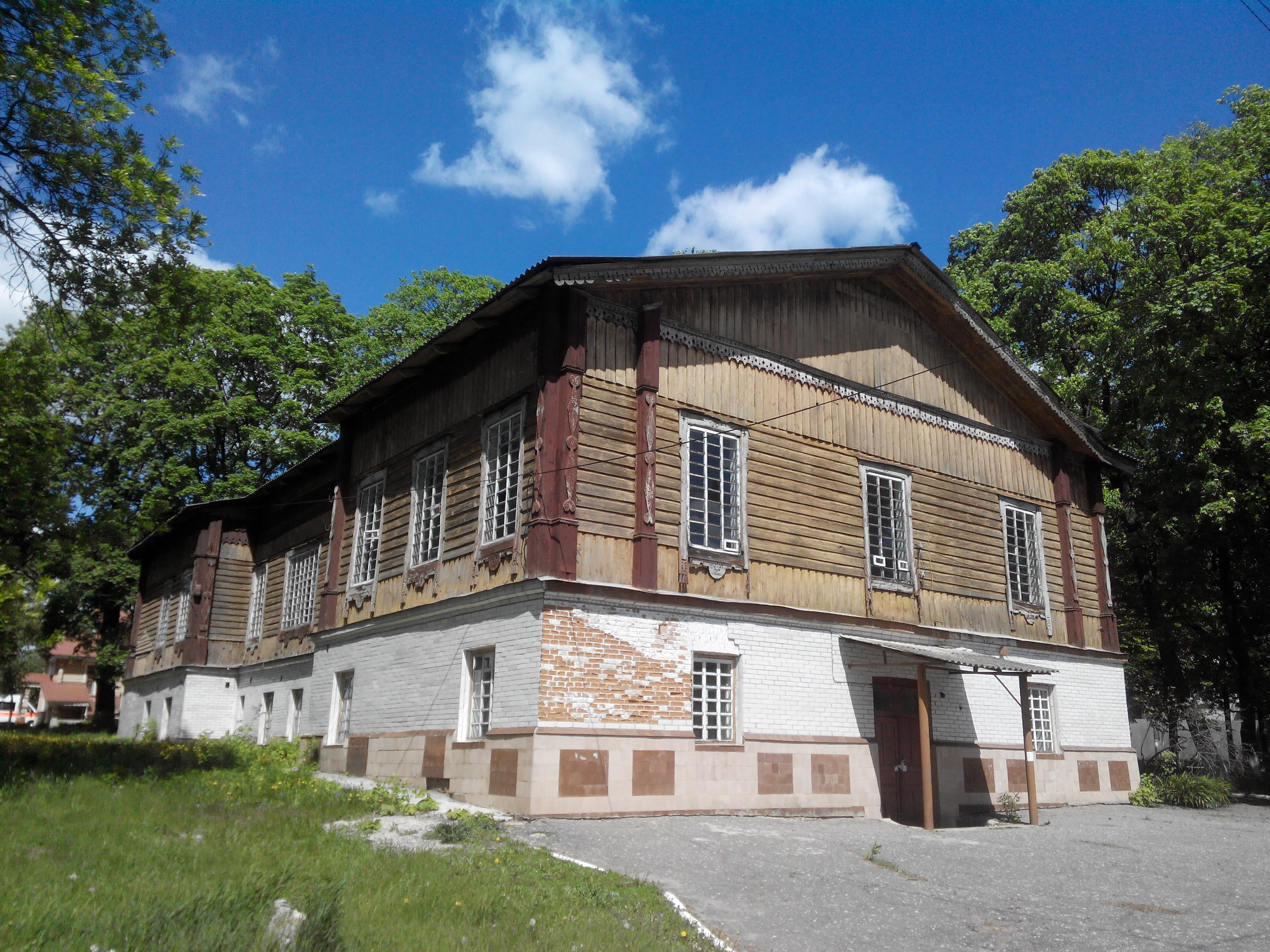
Південний фасад чоловічого корпусу лікарні

Будівлі розташовані вздовж однієї лінії з півночі на південь. Вони виконані у неоросійській стилістиці в загальному річищі історизму. При чому на думку В. Вечерського неоросійська стилістика постала саме в «ропетовському» варіанті.
Комплекс лікарні включає окремі одноповерхові дерев'яні корпуси острівного розташування, що зведені за прогресивною на той час павільйонною системою. На мурованих з цегли напівпідвальних поверхах, що на фасадах виступали високими цоколями трьох корпусів та флігелем, будівничі пов'язали один з одним симетричною системою проїздів та доріжок.
У найбільшому за розмірами чоловічому корпусі досить розвинений цокольний (напівпідвальний) поверх. Менш розвинений У меншому за габаритами жіночому корпусі, напівпідвальний поверх, відповідно, також менший. У нижніх поверхах цих корпусів функціонували допоміжні й технічні приміщення. Від самого відкриття лікарні тут розмістили аптеку, лабораторію, відділення для божевільних з охороною, а також камери арештантів та підсобні приміщення. За планом будівлі перші поверхи з коридорним розплануванням були пристосовані для приймальні, палат хворих, операційних та кабінетів лікарів, що розташовувались по обидва боки будівлі.
Фундаменти збудовані з цегли. Вони — стрічкові. Перші (цокольні, напівпідвальні) поверхи муровані з цегли на вапняно-піщаному розчині. Дерев'яний брус служив основою для стін перших поверхів, які після закінчення будівництва, зовні ошальовано дошками. При будівництві дахи були щипцевими — по дерев'яних кроквах, укриті шифером. Жіночий корпус після реставрації 2011 року реставратори перекрили металочерепицею.
Вишуканий, але лаконічний декор фасадів прикрашає наскрізне різьблення наличників і карнизів з підзорами. Перекриття всіх будівель плоскі по дерев'яних балках. Також дощаним є підлоги та сходи. Після завершення будівництва облаштовано пічне опалення. В радянський період облаштовано водяне опалення.

### Жіночий корпус земської лікарні
(охоронний номер 338/1)

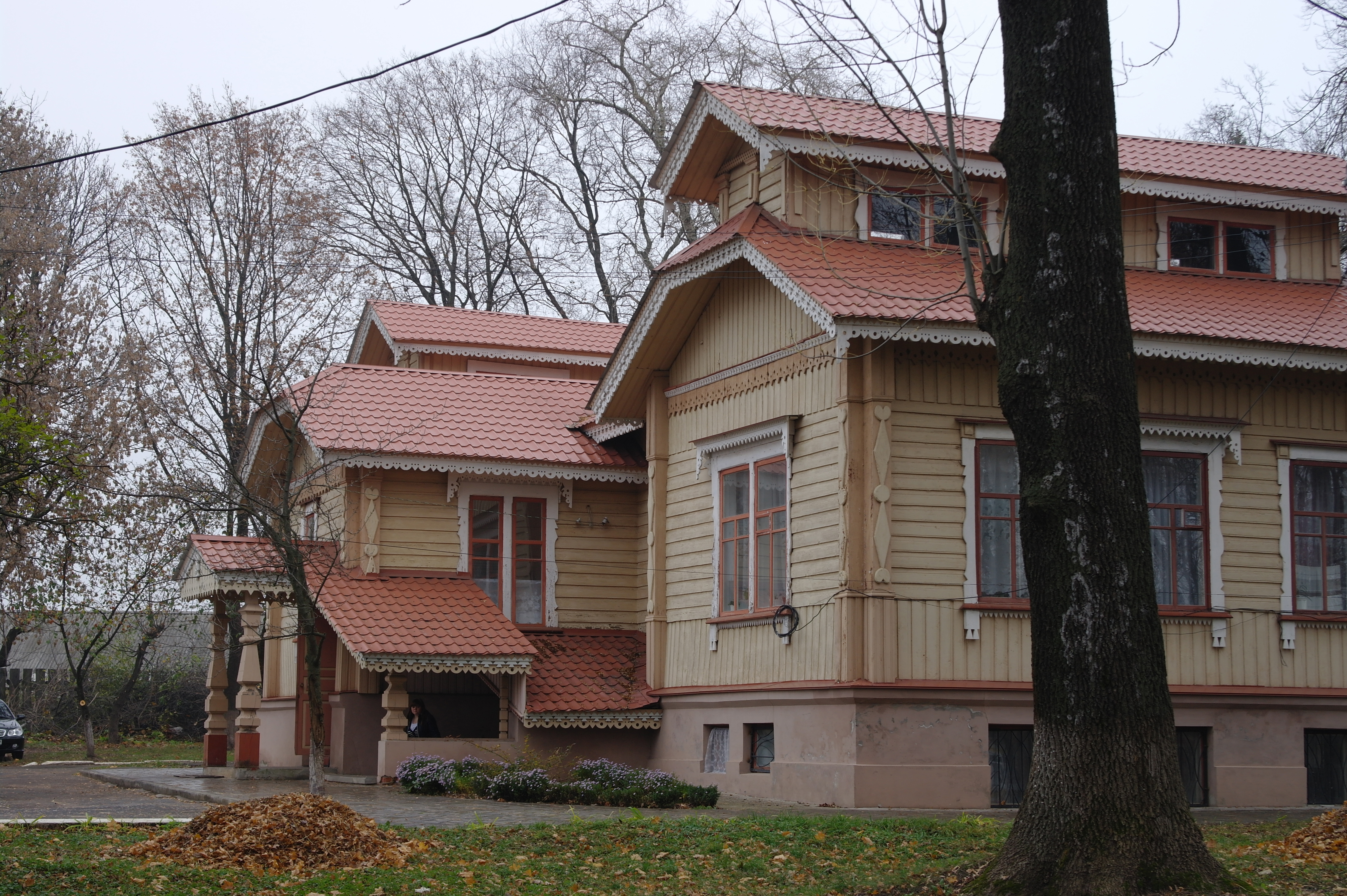
Західний та південний фасади Жіночого корпусу земської лікарні (жовтень 2013 року)

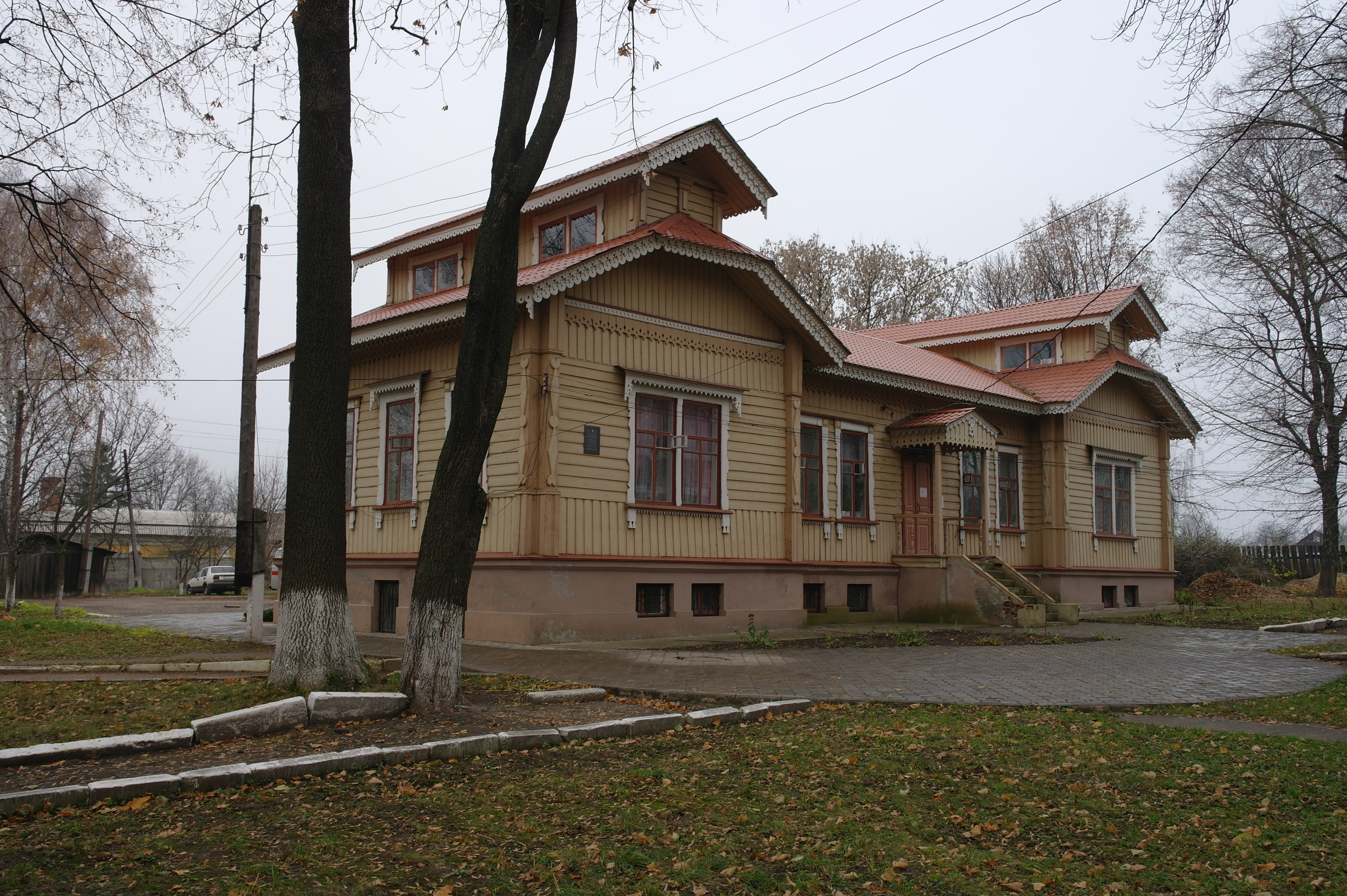
Східний та південний фасади Жіночого корпусу земської лікарні (жовтень 2013 року)

Пам'ятка споруджена протягом 1880-1890-х років за проєктом київського міського архітектора Володимира Ніколаєва (1843—1911) за кошти видатного українського промисловця, мецената, громадського діяча Ніколи Терещенка (1819—1903).
Будівля спеціально була зведена для розміщення жіночого відділення земської лікарні. З 2011 року тут розташовується станція швидкої допомоги. Будівля розташована у комплексі споруд земської лікарні у периферійній зоні історичного середмістя на схід від заповідника, серед озелененої ділянки.
Головною стороною жіночого корпусу є східний фасад, домінантною якого є красивий ґанок. Фасади прямокутного корпусу симетричні. На чоловому східному та на тильному фасадах фланковані ризалітами, що акцентовані складної форми щипцями з надбудовами.
Спарені прямокутні вікна також в ризалітах. Вони облямовані різьбленими наличниками. Фасадний декор аналогічний чоловічому корпусу. Розпланування обох поверхів однакове — коридорне з однобічним розташуванням палат.

### Чоловічий корпус земської лікарні
(охоронний номер 338/2)

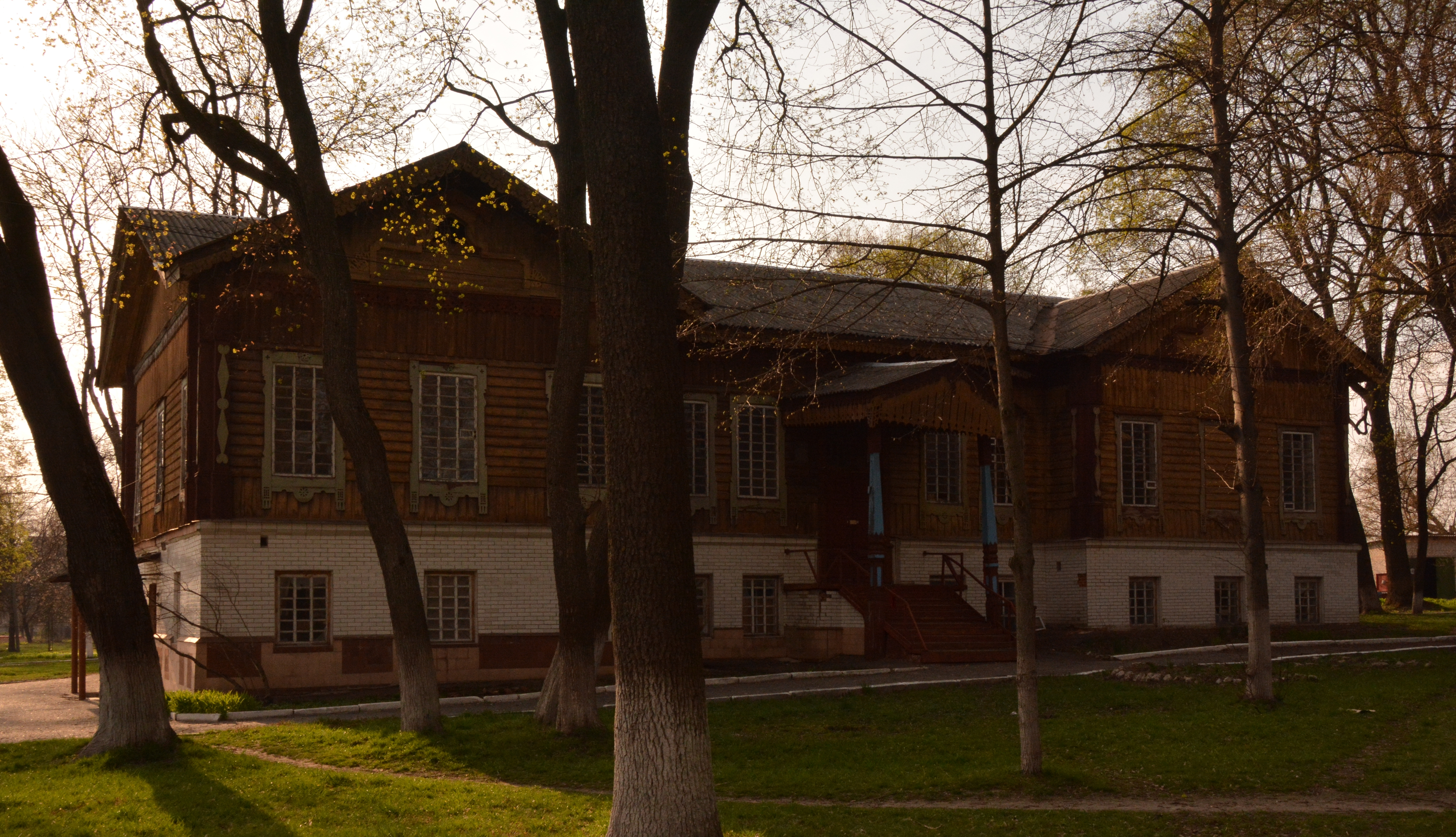
Чоловий (східний) фасад чоловічого корпусу земської лікарні (світлина квітня 2014 року)

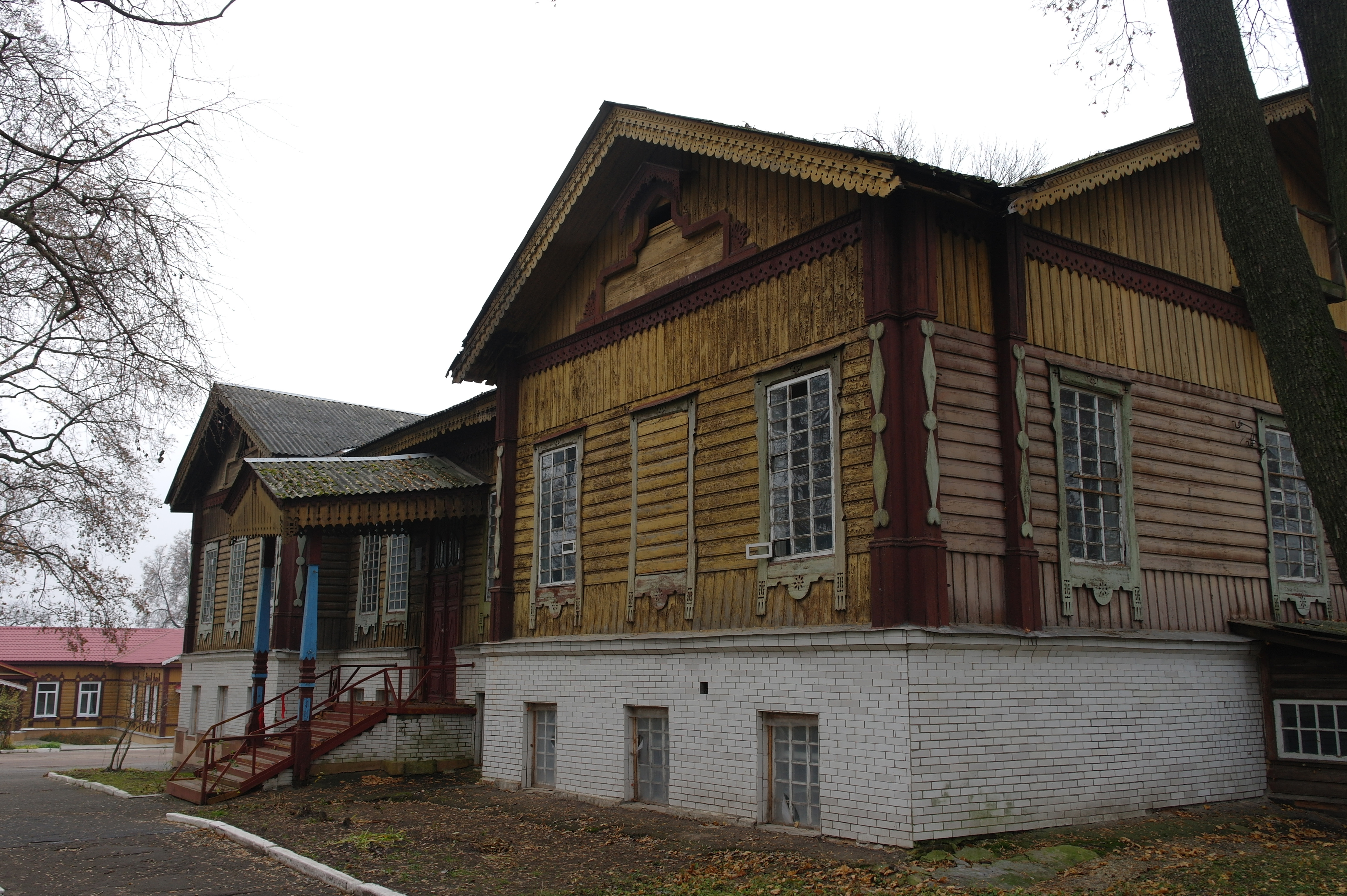
Східно-північні фасади чоловічого корпусу земської лікарні (світлина жовтня 2013 року)

Будівля спеціально зведена 1880 року для розміщення чоловічого корпусу земської лікарні. Є думка, що кошти на його зведення виділені українським промисловцем, меценатом та громадським діячем Ніколою Терещенком. Проєкт будівлі опрацьовано в 1879 році київським міським архітектором Володимиром Ніколаєвим. З 2017 року вона пустує і повільно руйнується.
У проєкті ще планувалось облаштування світлового ліхтаря, що проходив по гребеню даху по всій довжині корпусу для освітлення центрального коридору та великої палати на 14 ліжок. Втім, його реалізовано не було. Чоловий фасад прямокутної споруди звернений на схід. Два Ризаліти акцентовані трикутними фронтонами на чоловому й тильному фасадах. Архітектурні форми послідовно витримані в стилістиці неоросійського напрямку історизму, з досить стриманим застосуванням різьбленого декору. Декоративний ефект створюють вертикальна й горизонтальна шалівка на фасадах, наріжні дощані пілястри. Застосовано різьблені наличники вікон, лобові дошки фронтонів, карнизні підзори, фризи. Довгий час будівля використовувалася обласною психіатричною лікарнею № 3.

### Інфекційне відділення земської лікарні
(охоронний номер 338/3)

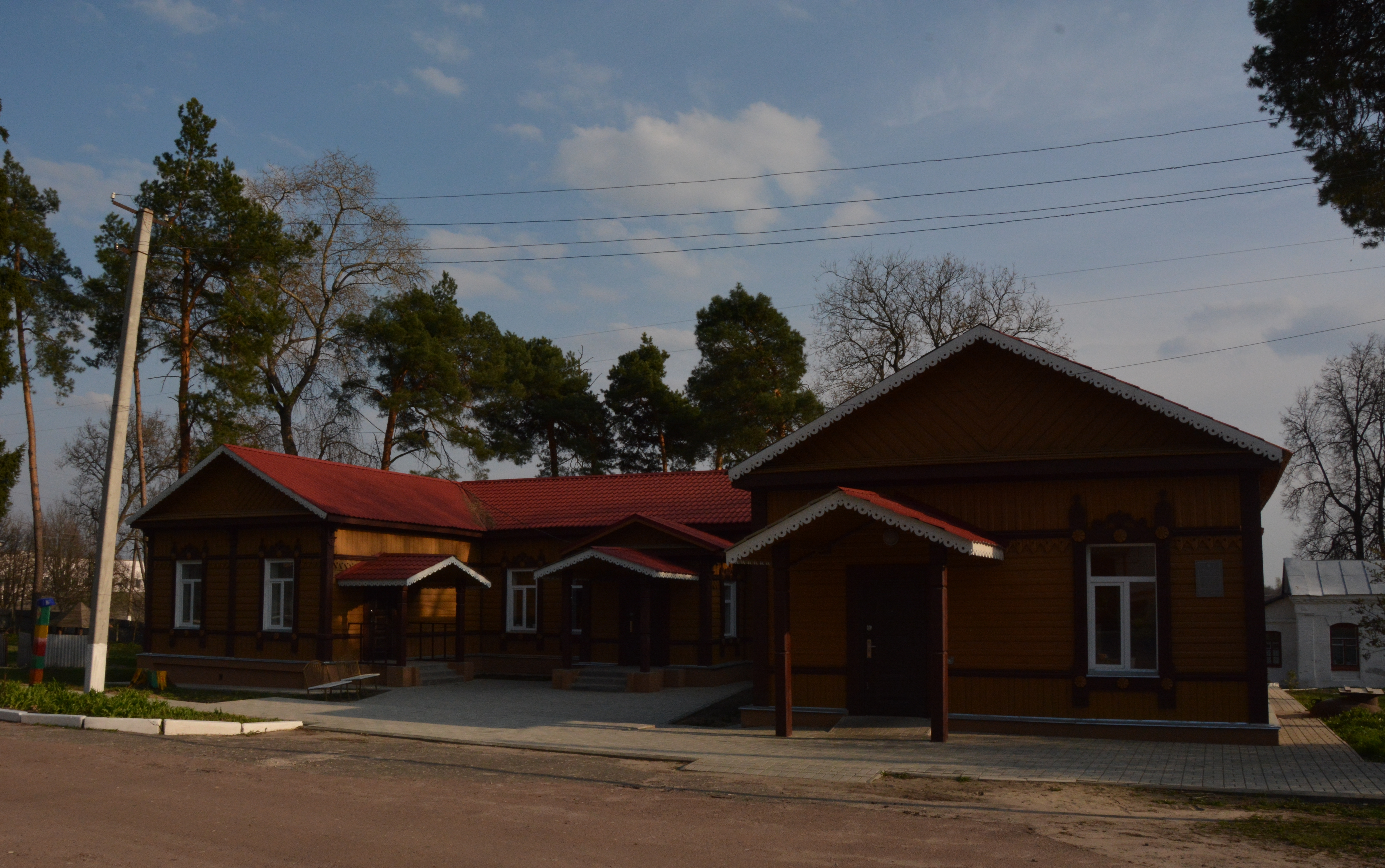
Чоловий (північний) фасад інфекційного відділення земської лікарні (світлина квітня 2014 року)

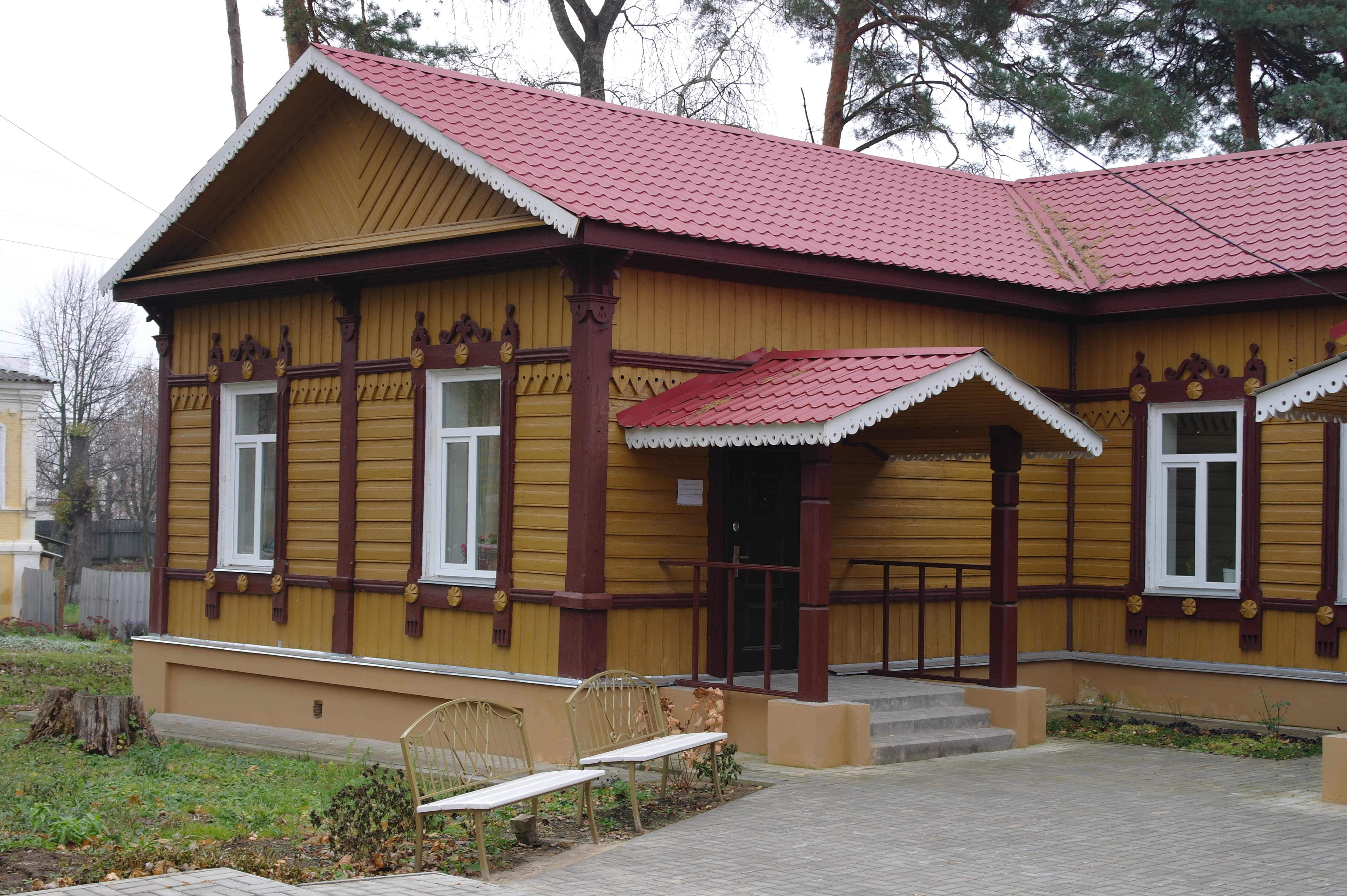
Східне рамено інфекційного відділення земської лікарні (світлина жовтня 2013 року)

Одноповерхова дерев'яна будівля комплексу земської лікарні спеціально зведена 1895 року для розміщення інфекційного відділення земської лікарні за проєктом київського міського архітектора Володимира Ніколаєва.
Довгий час приміщення використовувалось як дерматологічне відділення Глухівської центральної районної лікарні і було значно перебудоване. Внаслідок цього в середині XX століття з'явилося західне рамено. Відповідно, план будівлі перетворився з Г-подібного на П-подібний. Втім, добудова на цегляному підмурку не стала дисгармонійною, бо здійснена в архітектурних формах і масштабі, близьких до первісної частини.
Будівля лікарні орієнтована на вулицю Красну, з певним відступом від неї. Розпланування коридорне однобічне. Архітектурні форми фасадів аналогічні двом іншим корпусам. У 2012 році в рамках державної програми збереження культурної спадщини та розвитку туристичної інфраструктури у приміщенні, на той час наркологічного відділення лікарні, було проведено капітальний ремонт (вартість понад 2,5 млн грн.) З 8 травня 2013 року в приміщенні знаходиться Глухівський міський центр соціальної реабілітації дітей-інвалідів.

## Охорона
Історичні корпуси Земської лікарні мають надзвичайно високу історико-культурну цінність як меморіальні пам'ятки.
У середині 1980-х років комплекс земської лікарні включено до Зводу пам'яток історії та культури України (том «Сумська область»), а в 1998 році поставлено на державний облік як пам'ятку архітектури місцевого значення з охоронним № 338-См.
Розпорядженням Кабінету Міністрів України від 17 грудня 2008 року N 1563-р передбачалось проведення у 2009—2010 роках робіт з ремонту та реставрації, яке було продубльовано Постановою Кабінету Міністрів України від 20 липня 2011 р. за N 814, де Державною цільовою програмою збереження культурної спадщини та розвитку туристичної інфраструктури м. Глухова Сумської області на 2012—2016 роки планувалось виконання робіт із реставрації, ремонту, пристосування, консервації, реабілітації та музеєфікації об'єктів культурної спадщини, упорядження зон охорони пам'яток, серед яких і чоловічий корпус та інфекційне відділення комплексу земської лікарні. Однак, ці роботи в чоловічому корпусі не проводились.